# Das Torfmoor

Umschlagillustration zu Stindes Torfmoor

Das Torfmoor ist eine parodistische Schrift von Julius Stinde mit antinaturalistischer Tendenz, die im Jahre 1893 im Berliner Verlag von Freund & Jeckel (Carl Freund) als Broschüre mit einer Umschlagillustration von Edmund Brüning erschienen ist.
Der Druck enthält das Drama „Das Torfmoor“ und fingierte Texte über das Drama, in denen Stinde die zeitgenössische literaturkritische Befassung mit dem Naturalismus parodiert. Der Schriftsteller und Dramaturg Jörg Gronius ist der Ansicht, dass bei einer theatralischen Realisierung sowohl das Drama als auch die Sekundärtexte dargeboten werden müssten, weil sie eine untrennbare Einheit bilden.

## Inhalt
Die Angaben des Titelblattes, des Impressums und der Regieanweisungen lauten:

„Das Torfmoor
Naturalistisches Familiendrama in einem Aufzuge
(Aufführung verboten)

Mit litterarischen Beiträgen von

Einar Drillquist: Verfassers Verhör,
Ola Bagge-Olsen: Die ethische Bedeutung des Torfmoors,
Rasmussine Tosse, stud. rer. nat.: Die Frauengestalten des Torfmoors,
Mads Dosmer: Fr. Nietzsche's Philosophie und das Torfmoor,
Gumme Griis: Die Bühne des Torfmoors.
Berlin, 1893, Verlag von Freund & Jeckel. (Carl Freund)

Personen.
- Frau Quäkersen
- Leie
- Knude
- Pastor Vaaser

Ort der Handlung: Eine elende Hütte am Rande eines weiten, mit unergründlichen Morastlöchern durchsetzten Torfmoores.
Zeit: Alltag-Nachmittag, vier ein halb Uhr mitteleuropäischer Uhrenstellung.
Witterung: Anfangs trübe, dann aufklärend, zuletzt Abendsonnenschein.
Temperatur: 18,5 °C. Barometerstand: 762,2.
Wind: O.S.O., später rechtsdrehend O. bis O.N.O.

Alle Requisiten müssen echt, d. h. alt und gebraucht sein: die Kleider, Leibwäsche recht schön vertragen, die Armuth so plastisch wie möglich zu versinnbildlichen.
Knude geht barfuß. Leie erlaubt sich den verzeihlichen Luxus dänischer Holzschuhe.
Den Schaum vor dem Munde bei den Krämpfen erzeugt die Darstellerin der Leie durch das Kauen gewöhnlicher Hausseife.
Die Darstellerin der Quärkersen übt ihre Rolle am besten während einer starken Erkältung ein, um die feinen Abstufungen des Hustens der Natur abzulauschen.

Wenn der Vorhang aufgeht, verbreitet sich von der Bühne ein herzerquickender Geruch nach Karbol.
(Das Innere einer Hütte, ärmlich, dreckig, aber naturwahr. Rechts im Hintergrund ein Bett, die Fußseite dem Zuschauer zugewandt. Im Hintergrund Fenster, davor ein wackeliger Tisch, in dessen Schubkasten alte Brodrinden duften. Aussicht auf ein Torfmoor. Links im Vordergrund Thür, ein Stuhl. Unter dem Bett liegen Rüben, Kartoffeln, Kohlhäupter. Bettüberzug schmutzig, aber wahr, unendlich wahr.) Frau Quärkersen (liegt wie todt im Bett). Knude und Leie (sehen zum Fenster hinein, kommen dann links durch die Thür. Knude mit einem Bunde Stroh).“

Stinde als Polemiker, Satiriker und Parodist, als kulturkritischer Kämpfer mit der Feder ist so total aus dem literaturgeschichtlichen Gedächtnis entschwunden, als habe es diese Facette seiner Produktion überhaupt nie gegeben. Dabei macht diese Literaturart gut ein Viertel seines Werkes aus. Die frühesten Parodien, Theaterstücke, die Stinde für Carl Schultzes Hamburger Vorstadttheater geschrieben hat, sind verloren gegangen. Wenigstens dem Titel nach bekannt ist die Wagner-Parodie Lohengrün oder Elsche von Veerlann. Später schrieb er Die Opfer der Wissenschaft (1878), Das Dekamerone der Verkannten (1881), Berliner Kunstkritik mit Randglossen von Quidam (1885) und den parodistischen Kolportageroman Emma, das geheimnisvolle Hausmädchen (1904), deren Tendenz (bei allen Unterschieden im Einzelnen) gegen Unwahres, Extremes, Erzwungenes, gewaltsam Übertriebenes in Wissenschaft und Kultur, in Kunst und Literatur gerichtet war. Speziell in der Literatur ist Stinde, verbündet mit Gleichgesinnten im Allgemeinen Deutschen Reimverein, gegen die Kraftmeiereien von Karl Bleibtreus „Revolution der Litteratur“ und ihre lyrischen Folgen angegangen. Auch exaltierte Erscheinungen des literarischen Naturalismus waren das Ziel seines Spottes. Schon die Erzählung Pienchens Brautfahrt (1891) enthält antinaturalistische Polemik. So richtig frei lässt Stinde seinen Groll gegen Ibsen, Zola und die ganze Richtung aber erst im Torfmoor los, auf spielerische Art freilich, indem er in wechselnden sprachlichen Maskenkostümen agiert. Er selbst hat sich wohl nur einen entlastenden Spaß gönnen wollen. Die honorige Lesewelt scheint seinerzeit eher peinlich berührt und wenig amüsiert gewesen zu sein, mit Ausnahme des näheren Stinde-Umkreises. Stindes Schwester Conradine berichtet brieflich am 17. November 1894 aus dem ländlichen Lensahn in Ostholstein nach Berlin: 

„Fritze will das Torfmoor mal lesen, der Herzog hätte es so ungemein gelobt; es sei das Beste von Dir u. sehr rühmenswert, daß Du gegen die andern aufträtest. Er hat ihm auch einiges sogar daraus erzählt von Leichengeruch u.s.w. ...“

Zwei Jahre später, in Wilhelmine Buchholz' Memoiren, greift Stinde das Thema noch einmal auf, indem er Frau Wilhelmine von einer Aufführung der Ibsenschen Gespenster berichten lässt.

„Theater kam uns nicht theuer. Fritz lieferte verschiedenen Bühnen leihweise Lampen, Schreibzeuge, Stutzuhren und derlei Prunkstücke zur stilvollen Aufputzung der Scenerien, wovon der Werth der Stücke immer abhängiger wird, und erhielt, wenn ein Drama trotzdem nicht recht ziehen wollte, einige Paquete Sitzscheine, damit das Haus in den Zeitungen gefüllt erschien, weil, wo Tauben sind, Tauben zufliegen.

Auch für die Gespenster mußten wir Lockvögel machen, einmal, aber nie wieder. Da ist eine Frau, die zum Andenken ihres verstorbenen Mannes, eines Kammerherren, ein Asyl bauen läßt, aber weil er trank und liederlichte, macht sie sich Vorwürfe, daß sie sich und die Menschen mit diesem Baudenkmal belügt und den Pastor beschuldigt sie, daß er nicht mit ihr auf und davongegangen ist, als sie ihrem Manne weggelaufen war und in der Predigerei anklopfte. Nette Gattin! Ihr Sohn Oswald ist Maler, der kommt aus Paris und findet es in seiner norwegischen Heimath zu grau, weshalb er mit dem Tischler Engstrand seiner Tochter Champagner trinkt und schön thut. Die Mutter weiß, daß das Mädchen ihres Sohnes Halbschwester vom verstorbenen Kammerherrn her ist und sagt: nur noch 'ne Flasche, das Leben ist kurz und mein Sohn will sich veramüsiren, das hat er so vom Vater. Solche angeerbte Neigungen sind Gespenster. Nette Mutter. Dann brennt das Asyl ab, Oswald hilft löschen, die Anstrengung giebt ihm den Rest, er wird auf der Bühne brägenklieterig - von Vatern her - und verlangt von seiner Mutter die Sonne. Die giebt ihm, da sie schlecht an das sogenannte Tagesgestirn heran kann die Morphiumpulver, die er sich aufgespart hat, weil ein Arzt ihm gesagt hatte, er müßte an Gehirnerweichung zu Grunde gehen, das wäre die Erbschaft vom Vater. Wir waren erleichtert, als es aus war, so hatte das Stück uns beängstigt und gequält, ohne daß wir einsahen wozu? Um dem Publikum vorzuschulmeistern, daß Kinder nie vorsichtig genug in der Auslese ihrer Eltern sein können? - „Was für ein Pappkopf der Oswald wohl geworden wäre, wenn er den Pastor zum Vater hätte?“ fragte Onkel Fritz, aber es erfolgte keine eingehende Antwort, da die Erinnerung nicht bei dem Stück verweilen mochte, wogegen wir sonst oft, besonders nach Wilhelm Tell im Schauspielhause, bis über die Mitternacht in Wieder- und Wiederdurchsprechen schwelgten. Und die Jungfrau von Orleans mit der Lindner. Ach wie schön. Und wie wohl wurde Einem darnach.

[ ... ]

Da fragte mein Mann, „Herr Doktor Zehner, verhält sich das wirklich so mit der Vererbung von Gehirnerweichung, wie in dem Stück eben?“ - „Nein“ sagte der, „das Stück ist vom medizinischen Standpunkt unhaltbar und selbst wenn es das nicht wäre, ist es als Drama miserabel. Denken Sie sich Oswalds Vater wäre ein pflichttreuer Forstmann gewesen, der Wild- und Holzdieben eifrig nachging und auf den nächtlichen Streifzügen Lungenleiden erwarb, dem er schließlich erlag, Oswald erbt die Anlage zu Lungenerkrankung, steigert als Landschaftsmaler die Disposition dazu durch das Sitzen im Freien, erkältet sich bei dem Löschen des Feuers, und geht auf der Bühne an Pneumonie ein. Das wäre dasselbe Stück, nur mit einer kleinen Verschiebung der Krankheitsursache, aber das Undramatische, das Kleinliche des Motivs, das Armselige an künstlerischem Inhalt tritt selbst für den klar zu Tage, der sich durch geschickte scenische Detailmalerei und die bühnenmäßig gedachten Charaktere blenden ließ, von denen die Hälfte in eine Idiotenanstalt gehört. Der Pastor und die Mutter ebensowohl wie der paralytisch werdende Sohn“.“

## Ausgaben
- Julius Stinde: Das Torfmoor. Naturalistisches Familiendrama in 1 Aufzug. Centenar-Reprint der in Berlin bei Freund & Jeckel im Jahre 1893 erschienenen ersten und einzigen Auflage. Bargfeld: Luttertaler Händedruck, 1993 (Reprint im Luttertaler Händedruck 1)